# Zachodnioeuropejski Egzarchat Parafii Rosyjskich
Zachodnioeuropejski Egzarchat Parafii Rosyjskich – prawosławny egzarchat w jurysdykcji patriarchy Konstantynopola działający w latach 1931–1965 i ponownie od 1999 do 2018 r.
Jego powstanie było skutkiem przejścia przez metropolitę Eulogiusza (Gieorgijewskiego), zwierzchnika Zachodnioeuropejskiego Egzarchatu Rosyjskiego Kościoła Prawosławnego z Rosyjskiego Kościoła Prawosławnego do Patriarchatu Konstantynopola w 1931 r. Krok ten nie został uznany przez locum tenens patriarchy Moskwy. Mimo powrotu Eulogiusza do Rosyjskiego Kościoła Prawosławnego w 1945, część parafii podlegających mu wolała pozostać w dotychczasowej jurysdykcji.
W 2018 r. egzarchat został zlikwidowany przez Patriarchat Konstantynopolitański.

## Historia
Na początku 1930 metropolita Zachodnioeuropejskiego Egzarchatu Rosyjskiego Kościoła Prawosławnego Eulogiusz (Gieorgijewski) wziął udział w modlitwach za „cierpiący Kościół rosyjski” odprawionych przez anglikańskiego biskupa Canterbury. Z tego powodu metropolita Sergiusz, locum tenens Patriarchatu Moskiewskiego, deklarujący lojalność wobec władz stalinowskich, odebrał mu godność egzarchy i zawiesił w stanie duchownym. Eulogiusz nie uznał tej decyzji i zdecydował się przejść pod jurysdykcję patriarchy Konstantynopola razem z całą podlegającą mu strukturą. 17 lutego 1931 patriarcha Focjusz II przyjął ją pod swoją zwierzchność, organizując podległe egzarchatowi cerkwie w nowej, tymczasowej strukturze określonej jako Egzarchat Parafii Rosyjskich w Europie Zachodniej. Ten sam dokument nadawał metropolicie godność patriarszego egzarchy. Rosyjski Kościół Prawosławny nie zaakceptował tych wydarzeń i 30 kwietnia 1931 potwierdził odebranie kapłaństwa Eulogiuszowi oraz wykluczenie z Kościoła jego zwolenników (tzw. „eulogian”).
W 1945 Eulogiusz zdecydował się na powrót do Rosyjskiego Kościoła Prawosławnego i został do niego ponownie przyjęty. Rosyjski Kościół Prawosławny przywrócił mu godność egzarchy i uznał, że cała podlegająca mu struktura na nowo stała się częścią Cerkwi rosyjskiej. Większość wiernych i kleru egzarchatu nie zaakceptowała jednak tej decyzji i wyraziła wolę pozostania w dotychczasowej jurysdykcji. W 20 lat później, w związku z kontrowersjami wokół statusu kanonicznego parafii, patriarcha Atenagoras zrzekł się zwierzchnictwa nad egzarchatem, rozwiązał go i polecił parafiom powrót do Patriarchatu Moskiewskiego. Kler egzarchatu, na czele z arcybiskupem Jerzym (Tarasowem), nie zgodził się jednak na takie rozwiązanie i jednostronnie ogłosił się Autonomicznym Kościołem we Francji i Europie Zachodniej, który nie został uznany przez żaden kanoniczny Kościół prawosławny. W związku z tym 22 stycznia 1971 patriarcha Konstantynopola ponownie przyjął pod swoją jurysdykcję parafie rosyjskie, które nie powróciły do patriarchatu moskiewskiego ani nie znalazły się w Rosyjskim Kościele Prawosławnym poza granicami Rosji. Wspólnota nosiła nazwę Rosyjskie Arcybiskupstwo Prawosławne Europy Zachodniej. W 1999 utworzyły one Zachodnioeuropejski Egzarchat Parafii Rosyjskich.
W 2003 część duchowieństwa i wiernych egzarchatu pragnęła wystąpić z jurysdykcji konstantynopolitańskiej i połączyć się z eparchią chersoneską Rosyjskiego Kościoła Prawosławnego. Zbliżeniu z Patriarchatem Moskiewskim sprzyjał zmarły w 2003 arcybiskup Sergiusz (Konowałow). Ostatecznie jednak w administraturze przeważyło stanowisko przeciwne, do czego przyczynił się wybór na nowego zwierzchnika Kościoła arcybiskupa Gabriela (de Vyldera), zwolennika status quo.
Od stycznia 2013 egzarchat nie posiadał zwierzchnika, gdy arcybiskup Gabriel (de Vylder) odszedł w stan spoczynku. Locum tenens egzarchatu został metropolita Emmanuel, zwierzchnik Greckiej Metropolii Francji. 30 marca 2013 zebranie duchowieństwa i świeckich eparchii zgodziło się, by zgodnie z sugestią patriarchy konstantynopolitańskiego metropolita Emmanuel zarządzał egzarchatem, tymczasowo, co najmniej do listopada 2013. W listopadzie tego samego roku nowym egzarchą został Hiob (Getcha), który pozostał na urzędzie do końca listopada 2015. W roku następnym urząd egzarchy objął Jan (Renneteau).
Na początku XXI w. liczba parafii wchodzących w skład egzarchatu była szacowana na ok. 60, według innych źródeł nawet 100. Liczba ta wahała się ze względu na trwające w gronie emigracji rosyjskiej spory o przynależność poszczególnych parafii i budynków sakralnych. Parafie te obsługiwało 66 księży, egzarchatowi podlegały także cztery monastery. Rezydencja zwierzchnika egzarchatu znajdowała się w Paryżu, przy soborze św. Aleksandra Newskiego. Ze względu na jego położenie cały egzarchat bywał potocznie określany jako ulica Daru.
27 listopada 2018 r. synod Patriarchatu Konstantynopolitańskiego odebrał rosyjskiemu arcybiskupstwu status egzarchatu, co według przedstawicieli struktury stało się bez porozumienia i konsultacji z nimi. Parafie podlegające dotąd egzarchatowi w myśl tej decyzji miały zostać podporządkowane eparchiom, w których granicach się znajdują. Na decyzję o rozwiązaniu Egzarchatu miały wpłynąć wydarzenia we Florencji, gdy grupa duchownych podległych Konstantynopolowi faktycznie doprowadziła do przejścia miejscowej wspólnoty do Rosyjskiego Kościoła Prawosławnego poza granicami Rosji zjednoczonego z Patriarchatem Moskiewskim. 28 listopada stojący na czele egzarchatu arcybiskup Jan oznajmił, iż zamierza zignorować decyzję synodu i nadal kierować strukturą w jej dotychczasowym kształcie. Natomiast podlegająca dotąd egzarchatowi uczelnia teologiczna, Instytut św. Sergiusza z Radoneża w Paryżu, wydała oświadczenie, w którym poparła decyzję synodu i ogłosiła podporządkowanie się Greckiej Metropolii Francji (metropolii galijskiej).
1 września 2019 r. Patriarchat Konstantynopolitański potwierdził swoje wcześniejsze decyzje dotyczące egzarchatu, podporządkowując parafie rosyjskie metropolicie galijskiemu. 7 września w Paryżu odbyło się nadzwyczajne zgromadzenie duchowieństwa i świeckich, które miało rozważyć możliwość powrotu parafii egzarchatu w jurysdykcję Patriarchatu Moskiewskiego. Decyzja ta zyskała poparcie większości obecnych, ale nie większość 2/3 głosów, konieczną do podejmowania takich decyzji. 14 września kierujący egzarchatem arcybiskup Jan ogłosił przejście w jurysdykcję Patriarchatu Moskiewskiego w imieniu własnym i całej podległej struktury. Tego samego dnia Święty Synod Patriarchatu Moskiewskiego przyjął tę prośbę, nadał hierarsze tytuł arcybiskupa dubnińskiego i prawo dalszej kontroli nad parafiami, które faktycznie będą chciały zmiany jurysdykcji. 7 października 2019 r. Święty Synod postanowił przyjąć w skład Rosyjskiego Kościoła Prawosławnego wszystkie placówki duszpasterskie uznające zwierzchnictwo arcybiskupa Jana, tworząc z nich nową administraturę – Arcybiskupstwo Zachodnioeuropejskich Parafii Tradycji Rosyjskiej.

## Egzarchowie
- Sergiusz (Konowałow) (19 czerwca 1999 – 22 stycznia 2003)
- Gabriel (de Vylder) (3 maja 2003 – 16 stycznia 2013)
- Emanuel (Adamakis) (16 stycznia 2013 – 30 listopada 2013) locum tenens
- Hiob (Getcha) (30 listopada 2013 – 29 listopada 2015)
- Jan (Renneteau) (29 marca 2016 – 27 listopada 2018)

## Wikariusze biskupi
- Paweł (Alderson) (19 czerwca 1999 – 2001)
- Michał (Storożenko) (19 czerwca 1999 – 27 listopada 2018)
- Gabriel (de Vylder) (24 czerwca 2001 – 3 maja 2003)
- Bazyli (Osborne) (8 czerwca 2006 – 5 października 2009)
- Jan (Renneteau) (15 marca 2015 – 28 marca 2016)

## Podział administracyjny
Według oficjalnych danych z 2010 egzarchat dzielił się na następujące dekanaty:
- dekanat Île de France
- dekanat Francji zachodniej
- dekanat Francji centralnej
- dekanat Francji wschodniej
- dekanat Francji południowo-wschodniej
- dekanat Francji południowo-zachodniej
- wikariat Wielkiej Brytanii i Irlandii
- wikariat włoski
- wikariat holenderski
- dekanat niemiecki
- dekanat belgijski
- dekanat hiszpański
- dekanat skandynawski